# Liste des édifices labellisés « Patrimoine du XXe siècle » du Doubs
La liste des édifices labellisés « Patrimoine du XXe siècle » du Doubs recense de manière exhaustive les édifices disposant du label officiel français « Patrimoine du XXe siècle » situés dans le département français du Doubs. Chacun de ces édifices est accompagné de sa notice sur la base Mérimée et de sa date de labellisation

## Liste
| Monument                                      | Commune         | Adresse                                  | Coordonnées                      | Notice         | Date | Illustration                                  |
| --------------------------------------------- | --------------- | ---------------------------------------- | -------------------------------- | -------------- | ---- | --------------------------------------------- |
| Église de l'Immaculée-Conception d'Audincourt | Audincourt      |                                          | 47° 29′ 12″ nord, 6° 49′ 58″ est | « PA25000065 » | 2009 | Église de l'Immaculée-Conception d'Audincourt |
| Église du Sacré-Cœur d'Audincourt             | Audincourt      |                                          | 47° 28′ 34″ nord, 6° 50′ 32″ est | « PA00101443 » | 2004 | Église du Sacré-Cœur d'Audincourt             |
| Café, actuel restaurant                       | Baume-les-Dames | Armuriers (rue des) 10                   | 47° 21′ 06″ nord, 6° 21′ 40″ est | « PA25000058 » | 2007 | Café, actuel restaurant                       |
| Villa Lorraine                                | Besançon        | Vittel (rue de) 18                       | 47° 14′ 43″ nord, 6° 01′ 49″ est | « PA25000017 » | 2004 | Villa Lorraine                                |
| Maison Brigonnet                              | Besançon        | Belfort (rue de) 103                     | 47° 15′ 05″ nord, 6° 02′ 05″ est | « PA00132841 » | 2004 | Maison Brigonnet                              |
| Usine Dodane                                  | Besançon        | Montrapon (avenue de) 7B                 | 47° 14′ 42″ nord, 6° 00′ 39″ est | « PA00101613 » | 2004 | Usine Dodane                                  |
| École nationale d'horlogerie                  | Besançon        |                                          | 47° 14′ 21″ nord, 6° 00′ 47″ est | « EA25000005 » | 2004 | École nationale d'horlogerie                  |
| Cité universitaire de Besançon                | Besançon        | quai Veil Picard                         | 47° 14′ 12″ nord, 6° 00′ 56″ est | « EA25000004 » | 2004 | Cité universitaire de Besançon                |
| Pavillon de l'office de Tourisme              | Besançon        |                                          | 47° 14′ 29″ nord, 6° 01′ 55″ est | « EA25000008 » | 2004 | Pavillon de l'office de Tourisme              |
| École régionale des beaux-arts de Besançon    | Besançon        | 12 rue Denis-Papin                       | 47° 14′ 37″ nord, 5° 59′ 39″ est | « EA25000009 » | 2004 | École régionale des beaux-arts de Besançon    |
| École d'horlogerie SIDHOR                     | Besançon        |                                          | 47° 14′ 33″ nord, 6° 01′ 58″ est | « EA25000007 » | 2004 | École d'horlogerie SIDHOR                     |
| Villa Zeltner                                 | Besançon        |                                          | 47° 14′ 41″ nord, 6° 01′ 51″ est | « EA25000003 » | 2004 | Villa Zeltner                                 |
| Immeubles                                     | Besançon        | 5-9, av. Droz - 1-3, place Payot         | 47° 14′ 31″ nord, 6° 01′ 58″ est | « EA25000006 » | 2004 | Immeubles                                     |
| Immeuble dit « Le Building »                  | Besançon        | 26 rue Proudhon                          | 47° 14′ 24″ nord, 6° 01′ 34″ est | « EA25000002 » | 2004 | Immeuble dit « Le Building »                  |
| Cité jardin Jean-Jaurès                       | Besançon        | rue de Dole                              | 47° 14′ 00″ nord, 6° 00′ 00″ est | « EA25000001 » | 2004 | Cité jardin Jean-Jaurès                       |
| Observatoire de Besançon                      | Besançon        | Observatoire (avenue de l') 32-36, 41-43 | 47° 14′ 48″ nord, 5° 59′ 23″ est | « PA25000047 » | 2005 | Observatoire de Besançon                      |
| Église Saint-François des Fougères            | Grand-Charmont  |                                          | 47° 32′ 04″ nord, 6° 49′ 24″ est | « EA25000010 » | 2004 | Église Saint-François des Fougères            |
| Monument aux morts de Jougne                  | Jougne          | Mont-d'Or (place du)                     | 46° 45′ 37″ nord, 6° 23′ 24″ est | « PA25000042 » | 2004 | Monument aux morts de Jougne                  |
| Maison de Monte au Lever                      | Les Grangettes  |                                          | 46° 49′ 36″ nord, 6° 18′ 28″ est | « PA25000035 » | 2004 | Maison de Monte au Lever                      |
| Moulin Messagier                              | Lougres         |                                          | 47° 27′ 21″ nord, 6° 40′ 56″ est | « EA25000011 » | 2004 | Image manquante Téléverser                    |
| Lion de Peugeot                               | Montbéliard     | Cuvier (rue) 37                          | 47° 30′ 37″ nord, 6° 48′ 03″ est | « PA00101786 » | 2004 | Lion de Peugeot                               |
| Immeuble                                      | Montbéliard     | Cuvier (rue) 8                           | 47° 30′ 34″ nord, 6° 47′ 53″ est | « PA00101785 » | 2004 | Immeuble                                      |
| Bains douches de Montbéliard                  | Montbéliard     | rue Contejean                            | 47° 30′ 27″ nord, 6° 47′ 40″ est | « EA25000012 » | 2004 | Bains douches de Montbéliard                  |
| Piscine municipale de Montbéliard             | Montbéliard     |                                          | 47° 29′ 46″ nord, 6° 47′ 57″ est | « EA25000013 » | 2004 | Image manquante Téléverser                    |
| Café de la Poste                              | Pontarlier      |                                          | 46° 54′ 12″ nord, 6° 21′ 19″ est | « EA25000014 » | 2004 | Image manquante Téléverser                    |
| Demeure de Sandon                             | Pontarlier      | Sandon (chemin) 11                       | 46° 53′ 21″ nord, 6° 21′ 48″ est | « PA25000037 » | 2004 | Demeure de Sandon                             |
| Aérodrome de Besançon-Thise                   | Thise           |                                          | 47° 16′ 26″ nord, 6° 04′ 59″ est | « PA25000056 » | 2007 | Aérodrome de Besançon-Thise                   |